# Petosse

Petosse este o comună în departamentul Vendée, Franța. În 2009 avea o populație de 586 de locuitori.